# Dyselachista myosotivora
Dyselachista myosotivora är en fjärilsart som beskrevs av Müller-rutz 1937. Dyselachista myosotivora ingår i släktet Dyselachista och familjen hålmalar, (Heliozelidae). Inga underarter finns listade i Catalogue of Life.